# KK 전쟁
KK 전쟁(KK戦争)은 일본 자유민주당 내 파벌 중 하나인 굉지회의 회장이었던 미야자와 기이치의 후계를 둘러싸고 가토 고이치와 고노 요헤이가 벌인 권력 투쟁이다. 당시 가토는 소장파의 지지를 받았고 고노는 중진의 지지를 주로 받았다고 한다.
이후 벌어지는 가토의 난과 관련하여 가토와 고가 마코토의 대립을 KK 전쟁이라고 부르기도 한다.

## 경위
일본의 내각총리대신으로 재직 중이던 미야자와는 내각불신임안이 통과되자 중의원을 해산했다. 이후 실시된 제40회 일본 중의원 의원 총선거에서 자민당은 과반수 회복에 실패했고 일본신당의 호소카와 모리히로를 중심으로 7개의 야당이 연립하여 자민당을 야당으로 밀어냈다. 이에 대한 책임을 지고 미야자와는 총재직과 파벌 회장직에서 물러났고 후임 총재로 고노가 당선되었다.
하지만 연립정권은 오자와의 고압적인 정치 스타일 때문에 일본사회당과 신당 사키가케가 이탈하면서 금방 붕괴했고 두 정당은 자민당과 손을 잡아 자사사 연립 정권을 발족시켰다. 이후 오자와는 야당을 모아 신진당을 창당했는데 1995년 7월 제17회 일본 참의원 의원 통상선거 때 신진당은 크게 약진했다.
신진당이 약진하자 자민당 내에서는 고노에게 책임을 묻는 목소리가 나왔고 가토 정조회장은 야마사키 다쿠 국회대책위원장과 함께 하시모토 류타로를 차기 총재로 옹립하고자 했다. 고노는 총재 재선에 도전하기 힘든 상황이라 판단하여 재선을 포기했지만 하시모토를 총재로 옹립하는 것에는 반대했다. 이에 고노는 하시모토의 대항마로 고이즈미 준이치로를 지지했고 굉지회는 사실상 분열 상태에 들어갔다. 총재 선거의 결과 하시모토가 당선되었고 공로를 인정받은 가토는 간사장에 취임했다.
1996년 1월 하시모토 내각이 발족했다. 고노 그룹에 속하는 가스야 시게루가 가토를 비판하는 등 갈등이 이어졌지만 그해 10월 제41회 일본 중의원 의원 총선거에서 자민당이 무난한 성적을 거두면서 하시모토 내각은 유지되었고 가토도 간사장직에 유임됐다. 다음해 9월 총선에선 자민당이 단독 과반수를 회복했다.
1998년 7월 제18회 일본 참의원 의원 통상선거에서 자민당이 참패하면서 하시모토는 총재직을 사임했다. 이때 가토는 야마사키와 함께 오부치 게이조 전 외무대신을 지지했고 고노는 가지야마 세이로쿠 전 관방장관을 지지하여 굉지회는 또다시 분열 상태에 들어갔고 이번에도 가토가 지지한 오부치가 당선되었다.
이후 12월 가토는 정식으로 굉지회를 계승하여 파벌의 6대 회장에 취임했다. 후계 다툼에서 패배한 고노는 아소 다로, 가메이 히사오키, 모리 에이스케, 아이자와 히데유키, 에토 세이시로 등과 함께 굉지회를 이탈한 뒤 대용회(고노 그룹)를 만들었다. 두 사람이 대립 끝에 완전히 결별하여 굉지회도 둘로 쪼개진 것이다.
1999년 자민당은 자자공 연립 정권 문제를 두고 갈등을 겪었다. 가토는 자자공 연립에 반대하는 입장이었는데 고노는 찬성했다. 이후 총재 선거에서 오부치가 무투표 당선되었는데 가토가 야마사키와 함께 총재 선거에 나섰지만 출마하면서 오부치와 반목하게 되었다. 가토와 고노의 입장이 뒤바뀐 셈이다. 오부치는 총재 선거 후 개각을 단행해 고노를 외무대신에 기용하여 가토파를 냉대하는 보복 인사를 단행했다.
2000년 11월 오부치가 병으로 사임한 뒤 모리 요시로가 총재로 취임했다. 하지만 오부치의 후임을 정하는 과정에서 자민당 내 실력자 5명으로 이루어진 이른바 5인조가 밀실 합의를 통해 모리를 선출했기 때문에 가토는 야마사키와 함께 크게 반발했다. 이들은 야당이 제출한 내각불신임안에 찬동할 움직임을 보였지만 자민당 내 공작으로 찬성표를 던지지 못했고 불신임안도 부결되었다. 이후 가토의 파벌 내 영향력은 약해졌고 가토파는 호리우치파와 오자토파로 분열되었고 가토의 정치적 영향력 저하와 함께 가토와 고노 간의 KK 전쟁도 끝이 났다.

## 그 후
가토파는 굉지회의 분열을 계기로 소속 의원수가 크게 줄어 중참 양원을 합해 15명까지 떨어졌다. 2001년 총재 선거 때는 고이즈미를 지지하여 YKK의 협력 관계가 성립하여 고이즈미 내각이 출범했다. 하지만 가토파에서 입각한 사람은 나카타니 겐 방위청 장관 한 명뿐 푸대접을 받았고 이후 가토는 조금씩 고이즈미와 거리를 두게 된다.
2002년 가토의 비서가 뇌물수수 의혹을 받자 파벌 회장직에서 물러나고 자민당을 탈당했다가 의원직도 내놓았다. 2003년 총선에 무소속으로 출마하여 당선돼 자민당에 복당했지만 그를 파벌 회장으로 다시 모셔야 한다는 얘기는 일절 없는 등 파벌 내 정치적 영향력은 이미 사라진 뒤였다. 구 가토파 내에서는 다니가키 사다카즈가 고이즈미 내각에서 중용되는 등 파벌 내의 입지를 굳히고 차기 총재로도 낙점되고 있었다. 훗날 다니가키는 2009년 총재 선거에서 승리하지만 이때 민주당이 선거에서 압승하여 자민당은 야당으로 내려앉았기에 다니가키는 끝내 총리직에는 오르지 못했다. 한편 가토는 2012년 총선에서 낙선하여 정계를 은퇴했고 4년 뒤 사망했다.
고노는 모리의 후임 총재로 유력시되었지만 외무대신으로 재직할 당시 외무성 관료들의 비리를 감찰하지 못해 총재직에서 서서히 멀어져갔다. 그의 파벌에 속한 아소가 고이즈미 때 총무대신과 외무대신, 간사장을 역임하여 고노보다 승승장구했으며 이후 총리와 부총리까지 역임하면서 고노의 영향력도 옅어졌고 2003년 중의원 의장을 역임한 뒤 2009년 정계를 은퇴했다.